# The Grayzone
The Grayzone — американское крайне левое интернет-издание. Имеет проблемы с фактчекингом и политической предвзятостью. Издание было уличено в распространении конспирологии, фальшивых новостей а также, сочувственным освещением авторитарных режимов.
Веб-сайт отрицал задокументированные случаи нарушений прав уйгуров китайским правительством, публиковал теории заговора о Венесуэле и Сирии, а также, распространял пророссийскую пропаганду во время вторжения Путина на Украину.

## История
Издание было основано американским журналистом и сотрудником RT, Максом Блюменталем, в 2015 году. Изначально The Grayzone было частью издания Alternet, но в 2018 году стало самостоятельным.
Во время гражданской войны в Сирии редакция сайта поддерживала правительство Башара Асада, публикуя материалы, отрицающие применение сирийским правительством химического оружия против гражданского населения. Примерно тогда же веб-сайт приуменьшал масштабы китайских лагерей для уйгуров в Синьцзяне и других широко известных злоупотреблений со стороны китайского правительства в отношении мусульманских меньшинств.
Из-за проблем достоверностью и непредвзятостью, сайт был внесен в список недостоверных источников информации Википедии в 2020 году.
Во время российского вторжения в Украину сайт публиковал пророссийскую дезинформацию. Например, сайт распространял опровергнутое утверждение что взрыв в мариупольском театре был организован полком «Азов», чтобы оправдать интервенцию НАТО в Украину. Из-за поддержки сайтом вторжения России в Украину приглашение сайта на Web Summit было отозвано.